# Laja (Chile)
Laja ist eine Stadt und Gemeinde in der Provinz Bío-Bío in der Región del Biobío in Chile. Bei der Volkszählung im Jahr 2017 hatte sie 22.389 Einwohner. Die Gemeinde erstreckt sich über eine Fläche von 339,8 km².
Laja wird im Norden vom Río de La Laja, im Westen vom Río Bío Bío und im Süden und Osten von der Gemeinde Los Ángeles begrenzt.

## Geschichte
Die Gemeinde Laja wurde durch das Dekret vom 22. Dezember 1891 gegründet.

## Bevölkerung
Laut der Volkszählung des Nationalen Statistikinstituts von 2002 hatte Laja 22.404 Einwohner (11.113 Männer und 11.291 Frauen). Davon lebten 16.288 (72,7 %) in städtischen Gebieten und 6116 (27,3 %) in ländlichen Gebieten. Die Bevölkerung sank zwischen den Volkszählungen 1992 und 2002 um 8 % (1946 Personen). Im Jahr 2017 zählte die Gemeinde 22.389 Einwohner.

## Orte
Die Gemeinde Laja hat die folgenden Städte, Dörfer und Weiler:
- Laja
- Las Ciénagas
- Villa Laja
- Las Playas
- Puente Perales
- Cantera
- Violeta Parra
- Cachapoal
- La Colonia
- Las Ciénagas
- Diuquín
- Picul
- Santiago Chico
- Quilales
- Chillancito
- Las Viñas
- Las Lomas
- Santa Elena
- La Aguada
- Arenas Muertas

## Persönlichkeiten
- Richard Zambrano (* 1967), Fußballspieler
- Jimmy Martínez (* 1997), Fußballspieler